# 21405 Sagarmehta
21405 Sagarmehta è un asteroide della fascia principale. Scoperto nel 1998, presenta un'orbita caratterizzata da un semiasse maggiore pari a 2,2836734 UA e da un'eccentricità di 0,1012220, inclinata di 1,53230° rispetto all'eclittica.